# 글래스고 스쿨 오브 아트
글래스고 스쿨 오브 아트(영어: Glasgow School of Art) 혹은 GSA는 스코틀랜드 글래스고에 위치한 공립 예술 대학교이다. 스코틀랜드 유일의 독립된 예술 학교로 디자인, 순수미술, 건축 분야의 학사 및 석, 박사 과정을 제공한다.
2014년 5월 화재로 건물이 심하게 파손되었고, 2018년 6월 2차 화재로 건물이 소실되었다.

## 캠퍼스
건축가 찰스 레니 매킨토시가 설계한 매킨토시 빌딩에 자리하고 있다.

## 구성
- 매킨토시 건축학교(The Mackintosh School of Architecture)
- 디자인 스쿨(The School of Design)
- 파인 아트 스쿨(The School of Fine Art)
- 시뮬레이션 및 시각화 스쿨(The School of Simulation and Visualisation)
- 이노베이션 스쿨(The Innovation School)

글래스고 대학교와 공동으로 학위를 수여한다.

## 평가
터너상 후보의 30퍼센트는 글래스고 스쿨 오브 아트에서 수학하였으며 총 5명의 수상자를 배출하였다. 2019년 QS 세계 대학 랭킹의 예술 및 디자인 분야 9위를 기록했다. 2017년, 이탈리아의 디자인지 도무스는 GSA의 매킨토시 건축학교를 유럽 50대 건축대학으로 소개했다.